# Eucithara villaumeae
Eucithara villaumeae é uma espécie de gastrópode do gênero Eucithara, pertencente à família Mangeliidae.